# Sarah Bekambo
Sarah Bekambo (9 februari 2001) is een Belgische slam poet-artieste.

## Biografie
Ze groeide op in Heverlee en studeerde Latijn-Moderne Talen aan Don Bosco Haacht  Ze wil rechten gaan studeren aan de  Harvard universiteit in de Verenigde Staten. Haar voorbeeld hiervoor was naar eigen zeggen Uncle Phil, uit de televisieserie The Fresh Prince of Bel-Air, een gepassioneerde advocaat.
Tijdens haar middelbare school begon ze met klassieke gitaar aan het Conservatorium. Hiernaast speelde ze ook toneel. In haar jeugd had ze last van stotteren, maar lessen dictie en voordracht hielpen haar dit probleem te verhelpen.
Via de Leuvense organisatie Urban Woorden ontdekte ze slam poetry. Met Urban Woorden hoste ze onder neer het Colora Festival in 2017. Ze werkte ook mee aan Seniorenslam', een project dat senioren in contact brengt met jongeren via slam poetry. Voor Bekambo zelf is slam poetry een manier om te communiceren wat het betekent om zwart te zijn in België.
In 2018 speelde ze mee in de voorstelling Paradise Now (1968-2018) van de choreograaf Michiel Vandevelde.
In 2019 deed ze mee aan het televisieprogramma 100 dagen op de zender Eén. In het programma werden tien 18-jarigen die in het laatste jaar van de middelbare school zaten gevolgd.  Naar eigen zeggen deed ze mee aan het programma om door middel van haar eigen engagement te laten zien dat haar generatie niet lui of doelloos is, maar wel degelijk actie durft te nemen. In het programma en interviews daarbuiten liet ze zich erg kritisch uit over het middelbare schoolsysteem in België.
Ze is ook lid van Kabinet J, een project van de stad Leuven om jongeren een spreekbuis te geven en zo mee verandering te bewerkstelligen.
Sinds het seizoen 2020/21 is ze junior-programmator bij deSingel in Antwerpen.